# 大棘牛魴鮄
大棘牛魴鮄，又稱大棘牛角魚，為輻鰭魚綱鮋形目牛尾魚亞目角魚科的其中一種，分布於中西太平洋的菲律賓海域，棲息深度333-500公尺，體長可達11公分，為底棲性魚類。